# Problepsis deliaria
Problepsis deliaria là một loài bướm đêm trong họ Geometridae.